# Heinz Hochhauser

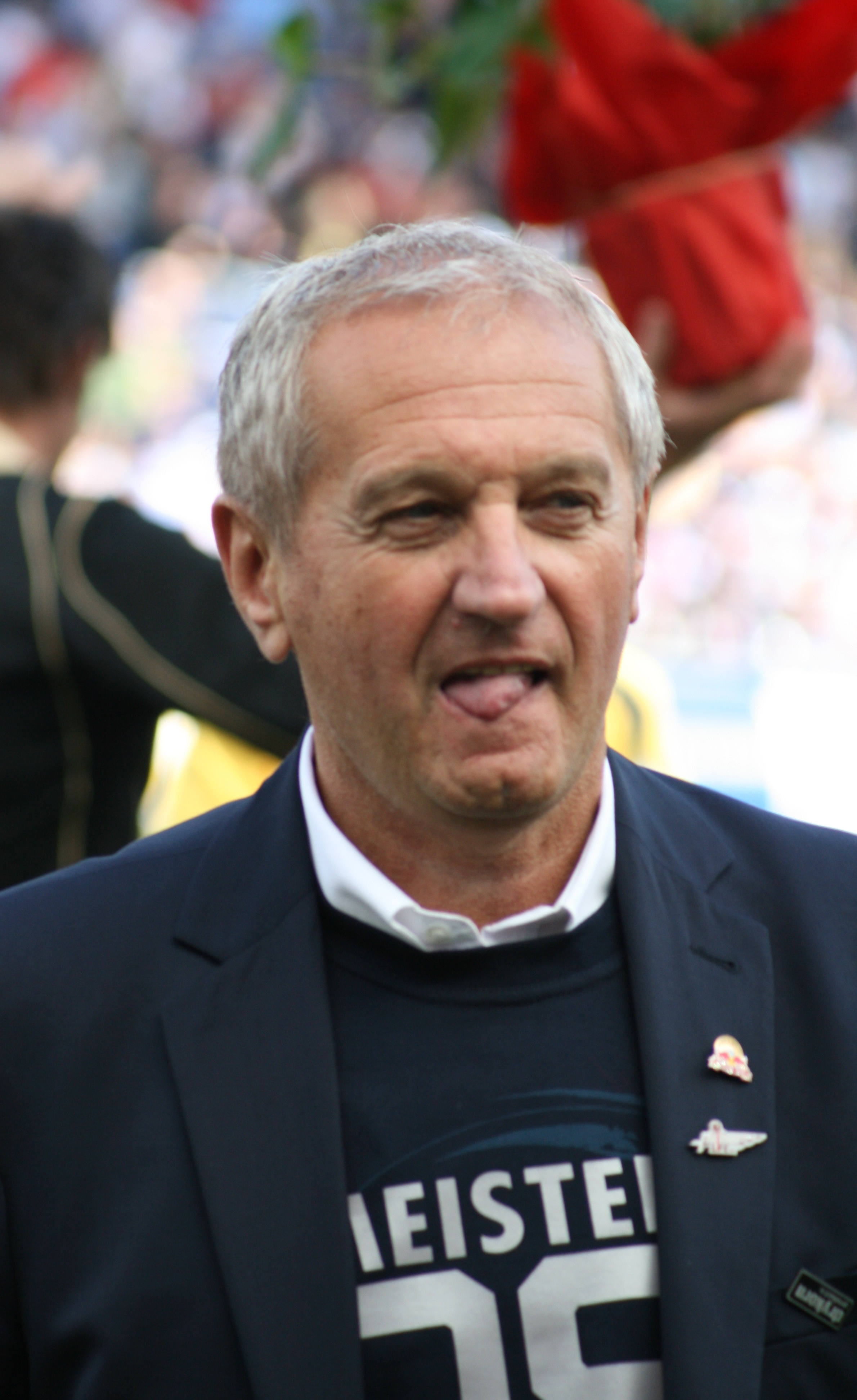
Hochhauser als Salzburg-Sportdirektor beim letzten Spiel der Saison 2008/09

Heinz Hochhauser (* 6. Februar 1947 in Wels) ist ein österreichischer Fußballtrainer. Zuletzt war er als sportlicher Leiter bei Red Bull Salzburg engagiert.

## Anfängliche Karriere
Hochhauser begann seine berufliche Laufbahn als Lehrer einer Höheren Technischen Lehranstalt. Nebenbei verfolgte er eine Karriere als Fußballtrainer, die er bereits 1970 im Alter von 23 Jahren begann. Er betreute anfangs einige unterklassige Vereine in Oberösterreich. Darunter auch zwei Vereine aus seiner Geburtsstadt, den Welser SC und Eintracht Wels. Im Jahr 1990 erhielt er das Angebot, in der Nachwuchsarbeit tätig zu werden, und er wechselte in das Bundesnachwuchszentrum Linz. In den ersten vier Jahren betreute er diverse Nachwuchsmannschaften und stieg 1995 zum Nachwuchsleiter für den FC Linz auf.
1995 bestellte ihn der FC Linz, nach 25 Jahren im Amateur und Nachwuchsfußball, zu deren neuen Cheftrainer, was die erste Trainerprofistation für Heinz Hochhauser darstellte.
Nach einer Saison wechselte er allerdings zurück in den Jugendfußball, er übernahm die Nachwuchsarbeit für die SV Ried und übernahm eine Nachwuchsauswahl der österreichischen Fußballnationalmannschaft als Teamchef.

## Profikarriere
1998 bestellte die SV Ried Heinz Hochhauser zum neuen Trainer, wo er mit einer guten Arbeit auf sich aufmerksam machen konnte. Nach zwei Jahren in Ried erhielt er das Angebot, Trainer beim FK Austria Wien zu werden. Dort wurde er nach einigen Monaten beurlaubt.
Hochhauser erklärte, vom Fußball Abstand gewinnen und in seinen Beruf als Lehrer zurückkehren zu wollen. In der Saison 2002 gab er ein sehr kurzes Comeback beim FC Kärnten, wo er nach wenigen Wochen seinen Rücktritt erklärte. In der darauffolgenden Saison leitete er für einige Monate das Training des SV Pasching, wo er für seinen erkrankten Freund Georg Zellhofer einsprang.
Anschließend unterschrieb er für die neue Saison einen 2-Jahres-Vertrag bei der SV Ried, wo ihm sofort der Aufstieg in die höchste Spielklasse und in der nächsten Saison ein guter Mittelfeldplatz gelang.
Zur Saison 2006 wechselte er schließlich zum FC Red Bull Salzburg, wo er die Leitung der Nachwuchsarbeit übernahm. Nach einem Jahr in dieser Position wurden seine Agenden erweitert und er übernahm zusätzlich die Rolle des sportlichen Leiters für den Verein. Diese Position hatte er bis 2009 inne, ehe er von Dietmar Beiersdorfer abgelöst wurde. Hochhauser wechselte zurück in die Nachwuchsabteilung des Vereins. Nach der Entlassung Beiersdorfers wurde Hochhauser im Mai 2011 wieder Sportdirektor von Red Bull Salzburg, ehe er im Dezember 2011 seinen Vertrag auflöste. Seither steht er den Salzburgern als externer Berater zur Verfügung.
| Personendaten    | Personendaten                                |
| ---------------- | -------------------------------------------- |
| NAME             | Hochhauser, Heinz                            |
| KURZBESCHREIBUNG | österreichischer Fußballspieler und -trainer |
| GEBURTSDATUM     | 6. Februar 1947                              |
| GEBURTSORT       | Wels, Österreich                             |